# HellCat (Timber Falls Adventure Park)
HellCat im Timber Falls Adventure Park (Wisconsin Dells, Wisconsin, USA) war eine Hybrid-Holzachterbahn mit Stahlstruktur vom Modell Wooden Coaster des Herstellers S&S Power, die im Juli 2004 unter dem Namen Avalanche eröffnet wurde. Ab 2009 trug sie den Namen HellCat. Im Jahr 2018 war sie geschlossen und wurde danach abgerissen. Sie war eine von nur vier Holzachterbahnen des Herstellers.
Die 724,8 m lange Strecke erreichte eine Höhe von 27 m und besaß ein maximales Gefälle von 61°.

## Zug
HellCat besaß einen Zug des Herstellers Philadelphia Toboggan Coasters mit drei Wagen. In jedem Wagen konnten vier Personen (zwei Reihen à zwei Personen) Platz nehmen.